# Martin Kudláček
Martin Kudláček (* 1974) je český kinantropolog, od roku 2018 prorektor Univerzity Palackého v Olomouci. Odborně se zabývá problematikou sportu osob s tělesným postižením.

## Život
Martin Kudláček studoval aplikovanou tělesnou výchovu na Fakultě tělesné kultury UP. Doktorské studium absolvoval na Texas Woman’s University v USA a po jeho absolvování v roce 2001 začal pracovat jako odborný asistent a od roku 2009 jako docent na Katedře aplikovaných pohybových aktivit FTK UP. V letech 2012-2018 byl proděkanen pro zahraniční spolupráci a informační technologie, roku 2018 se stal prorektorem pro zahraničí UP. V roce 2020 byl jmenován profesorem v oboru kinantropologie. Martin Kudláček je ženatý a má dvě děti. Mezi svými zálibami uvádí sport, turistiku, přírodu, moře, hory a bojová umění.

## Odborné působení
Dlouhodobě se věnuje problematice sportu osob s tělesným postižením. Deset let působil ve vedení českého sledge hokeje, se nímž se probojoval až na paralympiádu ve Vancouveru, kde český tým skončli jako třetí. V oblasti aplikovaných pohybových aktivit se aktivně podílel na tvorbě vzdělávacích programů Mezinárodního paralympijského výboru s názvem Paralympic School Day. V letech 2010–2014 vedl Evropskou federaci aplikovaných pohybových aktivit a až do roku 2018 byl výkonným editorem časopisu European Journal of Adapted Physical Activity. Je autorem a řešitelem několika evropských grantových projektů zaměřených především na kompetence pedagogických pracovníků pro práci s osobami se zdravotním postižením v oblasti tělesné výchovy a sportu. Je autorem bezmála 70 recenzovaných článků s více než stovkou citací.

## Publikace
- Martin Kudláček, Inclusion of children with physical disabilities in physical education, recreation and sport, Olomouc : Palacký University in Olomouc, 2008 ISBN 978-80-244-2156-8.
- Ondřej Ješina, Martin Kudláček a kol., Aplikovaná tělesná výchova, Olomouc : Univerzita Palackého v Olomouci, 2011 ISBN 978-80-244-2738-6.
- Martin Kudláček a kolektiv, Aplikované pohybové aktivity osob s tělesným postižením, Olomouc : Univerzita Palackého v Olomouci, 2013 ISBN 978-80-244-3938-9 .